# Fukuoka International Women's Cup 2012
Il Fukuoka International Women's Cup 2012 è stato un torneo professionistico di tennis femminile giocato sul cemento. È stata la 12ª edizione del torneo, che fa parte dell'ITF Women's Circuit nell'ambito dell'ITF Women's Circuit 2012. Si è giocato a Fukuoka in Giappone dal 7 al 13 maggio 2012.

## Partecipanti

### Teste di serie
| Nazionalità   | Giocatrice          | Ranking* | Testa di serie |
| ------------- | ------------------- | -------- | -------------- |
| Thailandia    | Tamarine Tanasugarn | 84       | 1              |
| Australia     | Casey Dellacqua     | 109      | 2              |
| Giappone      | Kurumi Nara         | 138      | 3              |
| Taipei cinese | Chan Yung-jan       | 141      | 4              |
| Russia        | Marta Sirotkina     | 202      | 5              |
| Giappone      | Misa Eguchi         | 217      | 6              |
| Cina          | Qiang Wang          | 222      | 7              |
| Giappone      | Akiko Ōmae          | 225      | 8              |

- Ranking al 30 aprile 2012.

### Altre partecipanti
Giocatrici che hanno ricevuto una wild card:
- Miyu Katō
- Makoto Ninomiya
- Risa Ozaki
- Akiko Yonemura

Giocatrici che sono passate dalle qualificazioni:
- Shiho Akita
- Zarina Dijas
- Kazusa Ito
- Sun Shengnan
- Ksenija Lykina (lucky loser)
- Remi Tezuka (lucky loser)

## Campionesse

### Singolare
- Casey Dellacqua ha battuto in finale  Monique Adamczak con il punteggio di 6–4, 6–1

### Doppio
- Monique Adamczak /  Stephanie Bengson hanno battuto in finale  Misa Eguchi /  Akiko Ōmae con il punteggio di 6–4, 6–4